# Detective (película)
Detective es una película argentina en blanco y negro dirigida por Carlos Schlieper según el guion de Julio Porter y Abel Santa Cruz basado en la comedia teatral de Germán Ziclis que se estrenó el 29 de septiembre de 1954 y que tuvo como protagonistas a Pablo Palitos, Fada Santoro, Susana Campos, Felisa Mary, Héctor Méndez y Egle Martin.

## Sinopsis
Para preservar la felicidad de su hogar, un detective se transforma en distintos personajes: un mexicano bravo, un cumplido francés, un duro alemán y una sonriente dama.

## Reparto
- Pablo Palitos ... Detective Carlos Colmes
- Fada Santoro ... Dulcínea
- Susana Campos ... Lidia
- Felisa Mary ... Doña Gertrudis Figurola del Palacio
- Héctor Méndez ... Pedro Pérez
- Egle Martin ... Antonieta
- Tangolele ... Como ella misma
- Carlos Enríquez ... Octavio
- Irma Atoche
- Nina Marqui ... María
- Guillermo Brizuela Méndez ... Dionisio Luna
- Osvaldo Nícora
- Julio Portela
- Emma Gardina
- Alba Varela
- Esther Kell
- Graciela Herrero
- Renée Roxana ... Empleada de Colmes
- Alicia Mabel Guevara ... Liliana
- Guillermo Gacio ... Luisito

## Comentarios
Noticias Gráficas dijo en su crónica:

”Una pochada de tono vodevilesco, cuyo relato ágil y desenvuelto la hace grata al espectador... (Schlieper) conduce la acción con propiedad evitando darle al espectáculo en todo momento toda chabacanería o mal gusto.”

Por su parte Manrupe y Portela escriben:

”Un Schlieper menor y teatral que sólo preserva parte del ritmo acostumbrado.”